# Atak na EFR w Sildzie (2010)
Atak na EFR w Sildzie miał miejsce 15 lutego 2010 roku w mieście Silda leżącym w stanie Bengal Zachodni w Indiach (ok. 30 km od miasta Medinipur, dawniejszego Midnapore). Celem ataku naksalitów był obóz Eastern Frontier Rifles (EFR), formacji wchodzącej w skład policji bengalskiej. Rezultatem ataku była śmierć 24 funkcjonariuszy EFR.

## Tło
Podczas 40-letniej rebelii naksalitów w Indiach zginęło ok. 6 tys. ludzi. Na początku XXI wieku liczba ataków rebeliantów została zintensyfikowana. W 2006 premier Indii Manmohan Singh nazwał rebelię naksalitów największym wyzwaniem dla bezpieczeństwa kraju w historii. Trzy lata później powiedział, że rząd przegrywa kampanię z bojownikami.
W związku z tym w listopadzie 2009 rząd uruchomił wojskową operację pod kryptonimem Zielone Łowy.

## Atak
Zaatakowany obóz policyjny znajduje się w pobliżu zatłoczonego bazaru w Sildzie. Podczas ataku rebelianci wykorzystali tłok jaki panował na miejscu.
Funkcjonariusze jednostki ubrani w dresy przygotowywali się do kolacji, kiedy grupa ok. 70 bojowników wtargnęła do środka, otwierając ogień. W szybkim, dobrze zorganizowanym zamachu zginęło 24 wojskowych, kilku zostało uprowadzonych. W ataku śmierć poniósł także jeden cywil. Rebelianci ukradli 40 sztuk broni różnego rodzaju.
W ataku zginęło także troje bądź czworo agresorów. Szturmem dowodziła Baskey Jagari. Świadkowe zdarzenia mówili, że to ona otworzyła pierwsza ogień, zabijając czterech komandosów. Wraz z początkiem ataku zablokowano drogę ucieczki. Świadkowie donieśli, iż atak trwał 30 minut.
Był to najbardziej zuchwały i krwawy atak naksalitów podczas ich działalności.

## Reakcje
Do zorganizowania ataku przyznał się lider rebeliantów Koteswar Rao (Kishenji). Indyjski minister spraw wewnętrznych Palaniappan Chidambaram potępił atak i nazwał go skandaliczną próbą ataku zakazanej organizacji, która ośmieliła się ugodzić organ państwowy.